# Jōji Yuasa
Jōji Yuasa (湯浅譲二 Yuasa Jōji), né à Koriyama dans la préfecture de Fukushima le 12 août 1929 et mort le 21 juillet 2024 à Tokyo, est un compositeur japonais de musique contemporaine.

## Biographie
Il a fait des études de médecine avant de s'orienter vers la composition en autodidacte. En 1951, il participe au groupe Jikken Kobo (laboratoire expérimental) avec le compositeur Tōru Takemitsu, le pianiste Takahiro Sonoda et de nombreux artistes sous la direction du poète Shūzō Takiguchi.
Il est connu pour ses travaux en musique électroacoustique tel que son travail à l'IRCAM.
Il est professeur à l'université de Californie à San Diego de 1981 à 1994.

## Œuvres
- Two Pastorals, 1952
- Three Score Set, 1953
- Serenade:chant pour "Do", 1954
- Projection for Seven Players, 1955
- Cosmos Haptic, 1957
- Projection Topologic, 1959
- Aoi no Ue, 1961
- Projection Esemplastic für Klavier, 1962
- Interpenetration für zwei Flöten, 1963
- Kansoku, 1964
- Icon on the Source of White Noise, 1967
- Projection for Cello and Piano, 1967
- Projection for Kotos and Orchestra, 1967
- Music for Space Projection, 1969
- Voices Comming, 1969
- Projection for String Quartet, 1970
- Triplicity for Contrabass, 1970
- Questions, 1971
- Utterance, 1971
- Inter-posi-play-tion I, 1971
- Chronoplastic for Orchestra, 1972
- On the Keyboard, 1972
- Performing Poem "Calling Together", 1973
- Inter-Posi-Play-Tion II, 1973
- Projection Esemplastic for White Noise, 1974
- Projection on Basho's Haiku, 1974
- Territory, 1974
- Time of Orchestral Time I, 1975
- Not I, but the wind, 1976
- My Blue Sky, No. 3 für Solovioline, 1977
- Domain, 1978
- Mai-Bataraki from Ritual for Delphi, 1979
- Projection Onomatopoetic, 1979
- Requiem for Orchestra, 1980
- Scenes from Basho, 1980
- Clarinet Solitude, 1980
- A Winter Day-homage to Basho, 1981
- Ishibutai Ko, 1981
- Asakano Eisho, 1982
- A Perspective for Orchestra, 1983
- Interpenetration No.2, 1983
- Observations on Weather Forecasts, 1983
- Composition on Ze Ami's 9 grades, 1984
- Shin Kiyari Kanda Sanka, 1984
- Towards "The Midnight Sun", 1984
- Uta Asobi on Onomatopoeia, 1985
- Cosmos Haptic II, 1986
- Revealed Time for Viola & Orchestra, 1986
- A Study in White, 1987
- Maibataraki II, 1987
- Mutterings, 1988
- Suite Fushi Gyo-Un, 1988
- To the Genesis, 1988
- Nine Levels by Ze-Ami, 1988
- Koto Uta Basho's 5 Haiku, 1989
- Scenes from Basho II, 1989
- Terms of Temporal Detailing, 1989
- Subliminal Hey J., 1990
- Phonomatopoeia, 1991
- Eye on Genesis, 1991
- Homage a Sibelius, 1991
- Piano Concertino, 1994
- Responsorium, 1995
- Symphonic Suite"The Narrow Road into...", 1995
- Viola Locus, 1995
- Violin Concerto, 1996
- Jo Ha Kyu, 1996
- Melodies, 1997
- Cosmic Solitude, 1997
- Cosmos Haptic IV for cello and piano, 1997
- In Memory of Toru Takemitsu, 1997
- Reigaku, 1997
- Solitude in Memoriam T.T. for Trio, 1997
- Chronoplastic II, 1999/2000
- Chronoplastic III, 2001
- Projection for String Trio, 2001
- Cosmos Haptic V, 2002
- Four Seasons from Basho's Haiku, 2002
- Projection for Two Pianos, 2004
- Eye on Genesis III, 2005
- An Elegy for Mandolin Orchestra, 2008
- Symphonic Suite "Basho in the Wind of Autumn", 2009
- Music for Cosmic Rite for Gagaku, 2011